# サン・ニコーラ・ダ・クリッサ
サン・ニコーラ・ダ・クリッサ（イタリア語: San Nicola da Crissa）は、イタリア共和国カラブリア州ヴィボ・ヴァレンツィア県にある、人口約1,300人の基礎自治体（コムーネ）。

## 地理

### 位置・広がり

#### 隣接コムーネ
隣接するコムーネは以下の通り。括弧内のCZはカタンザーロ県所属を示す。
- カピストラーノ
- フィロガーゾ
- トッレ・ディ・ルッジェーロ (CZ)
- ヴァッレロンガ